# Diecezja Simdega
Diecezja Simdega – diecezja rzymskokatolicka w Indiach. Została utworzona w 1993 z terenu archidiecezji Ranchi.

## Ordynariusze
- Joseph Minj (1993-2008)
- Vincent Barwa (od 2008)